# Samir Boughanem
Pour les articles homonymes, voir Boughanem.
Samir Boughanem est un footballeur franco-marocain né le 8 août 1975 à Ambilly.

## Statistiques
| Matches internationaux de Samir Boughanem | Matches internationaux de Samir Boughanem | Matches internationaux de Samir Boughanem            | Matches internationaux de Samir Boughanem | Matches internationaux de Samir Boughanem | Matches internationaux de Samir Boughanem | Matches internationaux de Samir Boughanem | Matches internationaux de Samir Boughanem |
| 0                                         | Date                                      | Lieu                                                 | Adversaire                                | Score                                     | Résultats                                 | Compétitions                              |                                           |
| ----------------------------------------- | ----------------------------------------- | ---------------------------------------------------- | ----------------------------------------- | ----------------------------------------- | ----------------------------------------- | ----------------------------------------- | ----------------------------------------- |
| 1                                         | 12 février 2003                           | Stade Charléty, Paris, France                        | Sénégal                                   | —                                         | 0-1                                       | Match amical                              |                                           |
| 2                                         | 29 mars 2003                              | Brookfields National Stadium, Freetown, Sierra Leone | Sierra Leone                              | —                                         | 0-0                                       | Qualifications à la Coupe d'Afrique 2004  |                                           |
| 3                                         | 30 avril 2003                             | Complexe sportif Moulay-Abdallah, Rabat, Maroc       | Côte d'Ivoire                             | —                                         | 0-1                                       | Match amical                              |                                           |
| 4                                         | 8 juin 2003                               | Stade Mohammed-V, Casablanca, Maroc                  | Sierra Leone                              | —                                         | 1-0                                       | Qualifications à la Coupe d'Afrique 2004  |                                           |
| 5                                         | 11 octobre 2003                           | Stade olympique d'El Menzah, Tunis, Tunisie          | Tunisie                                   | —                                         | 0-0                                       | Match amical                              |                                           |
| 6                                         | 19 novembre 2003                          | Stade Mohammed-V, Casablanca, Maroc                  | Mali                                      | —                                         | 0-1                                       | Match amical                              |                                           |

## Palmarès
- 12 sélections en équipe du Maroc
- Champion de Suisse de D2 en 1997 avec l'Étoile Carouge
- 10 matchs en Coupe d'Europe